# Erling Sven Lorentzen

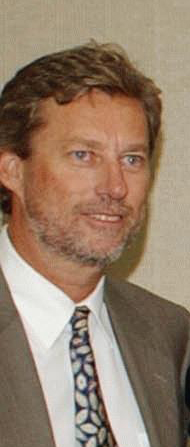
Haakon Lorentzen, hijo varón de Erling Sven.

Erling Sven Lorentzen (Kristiania, 28 de enero de 1923-Oslo, 9 de marzo de 2021) fue un armador, naviero e industrial noruego-brasileño. Fue esposo de la princesa Ragnhild de Noruega (1930-2012), hermana mayor del rey Harald V y de la princesa Astrid.

## Biografía
Hijo del magnate naviero Øivind Lorentzen (1881-1980) y de su esposa, Ragna Nilsen (1885-1976). Erling Sven trabajó para la Compañía Independiente Noruega 1, una unidad militar británica, durante la Segunda Guerra Mundial.

## Matrimonio con Ragnhild de Noruega
Erling Sven fue guardaespaldas de la princesa Ragnhild, y ambos se enamoraron. La princesa inauguró los Juegos Olímpicos de Oslo 1952. 
Erling Sven y la princesa contrajeron matrimonio en la iglesia de Asker, el 15 de mayo de 1953 y tuvieron tres hijos:
- Haakon Lorentzen, nacido el 23 de agosto de 1954 en Oslo. Casado en Río de Janeiro el 14 de abril de 1982 con Martha Carvalho de Freitas (nacida en Río de Janeiro el 5 de abril de 1958). Son sus hijos:
  - Olav Alexander Lorentzen (nacido en Río de Janeiro el 11 de julio de 1985).
  - Christian Frederik Lorentzen (nacido en Río de Janeiro el 23 de mayo de 1988).
  - Sophia Anne Lorentzen (nacida en Río de Janeiro el 28 de junio de 1994).
- Ingeborg Lorentzen, nacida el 27 de febrero de 1957 en Oslo. Casada el 4 de junio de 1982 con Paulo César Ribeiro Filho (nacido en Río de Janeiro el 29 de noviembre de 1956). Tuvieron una hija:
  - Victoria Ragna Lorentzen Ribeiro (nacida en Río de Janeiro el 19 de diciembre de 1988).
- Ragnhild Lorentzen, nacida el 8 de mayo de 1968 en Río de Janeiro. Casada el 21 de noviembre de 2003 con Aaron Matthew Long (nacido en San Francisco, California el 11 de julio de 1966). Tuvieron dos hijas:
  - Alexandra Lorentzen Long, nacida en Santa Bárbara, California el 14 de diciembre de 2007.[2]
  - Elizabeth Lorentzen Long, nacida en Santa Bárbara, California en marzo de 2011.

Su matrimonio fue polémico entre la sociedad noruega, por lo que la pareja decidió mudarse a Río de Janeiro, Brasil, donde Erling Sven estableció sus negocios. Desde entonces, a su esposa se le cambió el tratamiento de Su Alteza Real por el de Su Alteza la princesa Ragnhild, señora Lorentzen.
Mientras Haakon y Astrid se casaron con ciudadanos brasileños, Ragnhild Lorentzen está casada con un empresario estadounidense.
El 16 de septiembre de 2012, su esposa, Ragnhild falleció después de una larga enfermedad. Está enterrada en la misma iglesia en la que se casó. 
Sin embargo, Erling Sven Lorentzen se mantuvo en estado de buena salud a pesar de su avanzada edad.
Lorentzen anteriormente ostentó la propiedad del 28 % de Aracruz Celulosa, que vendió por aproximadamente 1,7 mil millones de dólares en julio de 2008. Había fundado dicha empresa en el año 1968. La empresa se dedica a la manufactura de pulpa de celulosa y papel.

## Distinciones honoríficas

### Distinciones honoríficas noruegas
- Comendador de la Orden de San Olaf (1977).
- Medalla de San Olaf con Rama de Roble por los Servicios Prestados en Tiempos de Guerra.
- Medalla de guerra de Noruega.
- Medalla con Placa por la Participación en la Defensa de Noruega (1940-1945).
- Medalla Conmemorativa del Centenario de la Casa Real Noruega (18/11/2005).
- Medalla Conmemorativa del Rey Haakon VII (01/10/1957).
- Medalla Conmemorativa del 70 Aniversario del Rey Haakon VII (03/08/1942).
- Medalla Conmemorativa del Centenario del Rey Haakon VII (03/08/1972).
- Medalla Conmemorativa del Rey Olaf V (30/01/1991).
- Medalla Conmemorativa del Jubileo de Plata del Rey Olaf V (21/09/1982).
- Medalla Conmemorativa del Centenario del Rey Olaf V (02/07/2003).
- Medalla Conmemorativa del Jubileo de Plata del Rey Harald V (17/01/2016).[4]

### Distinciones honoríficas extranjeras
- Caballero Gran Cruz de la Orden de la Cruz del Sur (República Federativa del Brasil, 06/09/1967).[5]

## Ancestros
|  |                                |  |  |  |  |  |  |  |  |  |  |  |  |  |  |  |
|  | 16. Ole Peter Lorentzen        |  |  |  |  |  |  |  |  |  |  |  |  |  |  |  |
|  |                                |  |  |  |  |  |  |  |  |  |  |  |  |  |  |  |
|  |                                |  |  |  |  |  |  |  |  |  |  |  |  |  |  |  |
|  | 8. Hans Ludvig Lorentzen       |  |  |  |  |  |  |  |  |  |  |  |  |  |  |  |
|  |                                |  |  |  |  |  |  |  |  |  |  |  |  |  |  |  |
|  |                                |  |  |  |  |  |  |  |  |  |  |  |  |  |  |  |
|  | 17. Anne Dorthea Pentz         |  |  |  |  |  |  |  |  |  |  |  |  |  |  |  |
|  |                                |  |  |  |  |  |  |  |  |  |  |  |  |  |  |  |
|  |                                |  |  |  |  |  |  |  |  |  |  |  |  |  |  |  |
|  | 4. Hans Ludvig Lorentzen       |  |  |  |  |  |  |  |  |  |  |  |  |  |  |  |
|  |                                |  |  |  |  |  |  |  |  |  |  |  |  |  |  |  |
|  |                                |  |  |  |  |  |  |  |  |  |  |  |  |  |  |  |
|  | 18. Jacob Hoppe                |  |  |  |  |  |  |  |  |  |  |  |  |  |  |  |
|  |                                |  |  |  |  |  |  |  |  |  |  |  |  |  |  |  |
|  |                                |  |  |  |  |  |  |  |  |  |  |  |  |  |  |  |
|  | 9. Gregersine Christiana Hoppe |  |  |  |  |  |  |  |  |  |  |  |  |  |  |  |
|  |                                |  |  |  |  |  |  |  |  |  |  |  |  |  |  |  |
|  |                                |  |  |  |  |  |  |  |  |  |  |  |  |  |  |  |
|  | 19. Anna Christiana Stranger   |  |  |  |  |  |  |  |  |  |  |  |  |  |  |  |
|  |                                |  |  |  |  |  |  |  |  |  |  |  |  |  |  |  |
|  |                                |  |  |  |  |  |  |  |  |  |  |  |  |  |  |  |
|  | 2. Øivind Lorentzen            |  |  |  |  |  |  |  |  |  |  |  |  |  |  |  |
|  |                                |  |  |  |  |  |  |  |  |  |  |  |  |  |  |  |
|  |                                |  |  |  |  |  |  |  |  |  |  |  |  |  |  |  |
|  | 20. Conrad Bredrup             |  |  |  |  |  |  |  |  |  |  |  |  |  |  |  |
|  |                                |  |  |  |  |  |  |  |  |  |  |  |  |  |  |  |
|  |                                |  |  |  |  |  |  |  |  |  |  |  |  |  |  |  |
|  | 10. Lauritz Bredrup            |  |  |  |  |  |  |  |  |  |  |  |  |  |  |  |
|  |                                |  |  |  |  |  |  |  |  |  |  |  |  |  |  |  |
|  |                                |  |  |  |  |  |  |  |  |  |  |  |  |  |  |  |
|  | 21. Kristine Lorentzen         |  |  |  |  |  |  |  |  |  |  |  |  |  |  |  |
|  |                                |  |  |  |  |  |  |  |  |  |  |  |  |  |  |  |
|  |                                |  |  |  |  |  |  |  |  |  |  |  |  |  |  |  |
|  | 5. Thala Margrethe Bredrup     |  |  |  |  |  |  |  |  |  |  |  |  |  |  |  |
|  |                                |  |  |  |  |  |  |  |  |  |  |  |  |  |  |  |
|  |                                |  |  |  |  |  |  |  |  |  |  |  |  |  |  |  |
|  | 22. Nicolai Tostrup            |  |  |  |  |  |  |  |  |  |  |  |  |  |  |  |
|  |                                |  |  |  |  |  |  |  |  |  |  |  |  |  |  |  |
|  |                                |  |  |  |  |  |  |  |  |  |  |  |  |  |  |  |
|  | 11. Thale Margrete Tostrup     |  |  |  |  |  |  |  |  |  |  |  |  |  |  |  |
|  |                                |  |  |  |  |  |  |  |  |  |  |  |  |  |  |  |
|  |                                |  |  |  |  |  |  |  |  |  |  |  |  |  |  |  |
|  | 23. Thale Margrethe Holfeldt   |  |  |  |  |  |  |  |  |  |  |  |  |  |  |  |
|  |                                |  |  |  |  |  |  |  |  |  |  |  |  |  |  |  |
|  |                                |  |  |  |  |  |  |  |  |  |  |  |  |  |  |  |
|  | 1. Erling Sven Lorentzen       |  |  |  |  |  |  |  |  |  |  |  |  |  |  |  |
|  |                                |  |  |  |  |  |  |  |  |  |  |  |  |  |  |  |
|  |                                |  |  |  |  |  |  |  |  |  |  |  |  |  |  |  |
|  | 24. N. Nilsen                  |  |  |  |  |  |  |  |  |  |  |  |  |  |  |  |
|  |                                |  |  |  |  |  |  |  |  |  |  |  |  |  |  |  |
|  |                                |  |  |  |  |  |  |  |  |  |  |  |  |  |  |  |
|  | 12. Claus Mathias Nilsen       |  |  |  |  |  |  |  |  |  |  |  |  |  |  |  |
|  |                                |  |  |  |  |  |  |  |  |  |  |  |  |  |  |  |
|  |                                |  |  |  |  |  |  |  |  |  |  |  |  |  |  |  |
|  | 6. Peder Nilsen                |  |  |  |  |  |  |  |  |  |  |  |  |  |  |  |
|  |                                |  |  |  |  |  |  |  |  |  |  |  |  |  |  |  |
|  |                                |  |  |  |  |  |  |  |  |  |  |  |  |  |  |  |
|  | 26. Frederik Lauritz Thrane    |  |  |  |  |  |  |  |  |  |  |  |  |  |  |  |
|  |                                |  |  |  |  |  |  |  |  |  |  |  |  |  |  |  |
|  |                                |  |  |  |  |  |  |  |  |  |  |  |  |  |  |  |
|  | 13. Mathea Thrane              |  |  |  |  |  |  |  |  |  |  |  |  |  |  |  |
|  |                                |  |  |  |  |  |  |  |  |  |  |  |  |  |  |  |
|  |                                |  |  |  |  |  |  |  |  |  |  |  |  |  |  |  |
|  | 27. Karen Larsen               |  |  |  |  |  |  |  |  |  |  |  |  |  |  |  |
|  |                                |  |  |  |  |  |  |  |  |  |  |  |  |  |  |  |
|  |                                |  |  |  |  |  |  |  |  |  |  |  |  |  |  |  |
|  | 3. Ragna Nilsen                |  |  |  |  |  |  |  |  |  |  |  |  |  |  |  |
|  |                                |  |  |  |  |  |  |  |  |  |  |  |  |  |  |  |
|  |                                |  |  |  |  |  |  |  |  |  |  |  |  |  |  |  |
|  | 28. Johannes Johannesen Vedum  |  |  |  |  |  |  |  |  |  |  |  |  |  |  |  |
|  |                                |  |  |  |  |  |  |  |  |  |  |  |  |  |  |  |
|  |                                |  |  |  |  |  |  |  |  |  |  |  |  |  |  |  |
|  | 14. Christen Johannesen Skåden |  |  |  |  |  |  |  |  |  |  |  |  |  |  |  |
|  |                                |  |  |  |  |  |  |  |  |  |  |  |  |  |  |  |
|  |                                |  |  |  |  |  |  |  |  |  |  |  |  |  |  |  |
|  | 29. Kirsti Nilsen Skåden       |  |  |  |  |  |  |  |  |  |  |  |  |  |  |  |
|  |                                |  |  |  |  |  |  |  |  |  |  |  |  |  |  |  |
|  |                                |  |  |  |  |  |  |  |  |  |  |  |  |  |  |  |
|  | 7. Anna Caroline Johanssen     |  |  |  |  |  |  |  |  |  |  |  |  |  |  |  |
|  |                                |  |  |  |  |  |  |  |  |  |  |  |  |  |  |  |
|  |                                |  |  |  |  |  |  |  |  |  |  |  |  |  |  |  |
|  | 30. Johannes Hanssen Enge      |  |  |  |  |  |  |  |  |  |  |  |  |  |  |  |
|  |                                |  |  |  |  |  |  |  |  |  |  |  |  |  |  |  |
|  |                                |  |  |  |  |  |  |  |  |  |  |  |  |  |  |  |
|  | 15. Karen Johannessen Reistad  |  |  |  |  |  |  |  |  |  |  |  |  |  |  |  |
|  |                                |  |  |  |  |  |  |  |  |  |  |  |  |  |  |  |
|  |                                |  |  |  |  |  |  |  |  |  |  |  |  |  |  |  |
|  | 31. Siri Johansdatter Lunde    |  |  |  |  |  |  |  |  |  |  |  |  |  |  |  |
|  |                                |  |  |  |  |  |  |  |  |  |  |  |  |  |  |  |
|  |                                |  |  |  |  |  |  |  |  |  |  |  |  |  |  |  |